# Пизье, Жиль
Жиль Пизье (фр. Gilles Pisier; род. 18 ноября 1950 года, Нумеа, Новая Каледония) — французский математик. Младший брат актрисы Мари-Франс Пизье.

## Биография
Докторскую степень получил в 1977 году, с 1985 года работает в США.
Работы посвящены разным разделам математики, таким как геометрия банахова пространства, функциональный анализ, теория вероятностей, гармонический анализ, теория операторов.

## Награды
В числе наград входят:
- Премия Салема (1979)
- Премия Островского (1997)
- Медаль Стефана Банаха (2001)

В 1998 году сделал пленарный доклад на Международном конгрессе математиков.
В 2002 году избран членом Французской академии наук, в 2005 году избран иностранным членом Польской академии наук.
В 2012 году избран действительным членом Американского математического общества.